# 湖南卫视节目列表
本列表列出中国大陆湖南卫视所播放的节目，以及其节目特点、编排特色和频道播出形式等。
每逢第二季度、第四季度湖南卫视均会召开节目招商会，开会宣传今年下半年、明年的新上档节目和编排，而在第四季度的节目招商会通常会称节目巡礼。有关节目巡礼，参见词条湖南卫视节目巡礼。

## 节目特点

### 新聞資訊
湖南衛視在提出“快樂中國”的口號之前，曾經製作過一些頗有名氣的新聞節目，如《晚間新聞》，現階段常規的新聞資訊節目包括有：《午间新闻》（原《播报多看点》）、《新聞當事人》、《新聞大求真》、《平民英雄》、《湖南新聞聯播》，均由湖南广播电视台新闻中心负责。其中《卫视气象站》开辟午间和晚间时段（由湖南省气象局制作），午间时段通常在《午间新闻》结束后的广告时段插播，播报湖南省风景预报；晚间时段在《湖南新闻联播》结束前插播，播报湖南省各地市（再包含所支援的西部地区城市）天气预报（2012年前则在《湖南新闻联播》结束后、《新闻联播》开始前广告时段插播）。
曾经突發事件發生的時候會切斷原播出計劃，實況轉播新聞動態。如“汶川地震”、“08雪災”、“雅安地震”等，会与地面頻道湖南經視并機直播，也有衛視自己的直播，以及转播央视1套节目。此外，遇上真人挑戰秀，湖南衛視和湖南經視也會并機直播，如高空走鋼絲、高空跳傘等。现直播大事件只有湖南经视直播，湖南卫视不再并机（更因为湖南经视标清16:9播出，与湖南卫视并机则与卫视标清切边播出的画面相悖）；同样湖南都市频道开辟了同类活动直播栏目《都市大直播》，有时会通过金鹰纪实卫视和全国多家地面频道联合直播。
在每兩年的《金鷹電視藝術節》期間，湖南衛視會特別開闢金鷹大直播，全程直播藝術節盛況。
在湖南省两会和全国两会等时政活动期间，开闭幕式由湖南广播电视台新闻中心负责直播信号，故是湖南卫视自己的直播，在其期间周末中午也会播出《午间新闻》特别节目。而从2015年起，每逢春节连续三天的湖南走基层大时政的活动直播，由湖南广播电视台新闻中心和湖南广播电视台国际频道联合负责，由国际频道独家制作公共直播信号，期间每晚18:30湖南卫视则在《湖南新闻联播》中间插播国际频道的直播画面。

### 文化/社科/公益节目
《皿方罍回归仪式》、《雅砻文化节开幕式》、《成人礼》、《环塔拉力赛》、《味道》系列短片、《中华文明之美》、《青春扬益》系列公益广告等，以及大型活动如《漢語橋-世界大學生中文比賽》、《书香中国全民阅读系列活动启动式》

### 大型节日晚会/颁奖典礼
《小年夜春节联欢晚会》、《四海同春全球华侨华人春节大联欢》、《元宵喜樂會》、《中秋之夜》、《跨年演唱會》、《双11狂欢夜》，以及《金鷹電視藝術節》&《金鷹獎》

### 少儿节目时段
当时为应对广电总局2014年新规，该时段曾开设重播金鹰卡通的节目，如《疯狂的麦咭》《中国新声代》《童趣大冒险》（最初是下午14点时段开设，后改到上午8点，甚至凌晨5点时段）。
2016年因广电总局再次新规，该时段随后被播出动画片取代，但后来在一段时间则不再播出。在2017年暑期下午时段重播湖南广播电视台电视剧频道精品栏目《小戏骨》；2020年1月至4月期间，湖南卫视曾在早间时段短暂恢复播映动画片，又在2021年8月2日至9月2日间再次播映动画片，节目内容是每天两集播出金鹰卡通卫视所播出的动画片（例如自制动画片《23号牛乃唐》第一季）。
从2022年8月1日起，湖南卫视在早上8点腾出重播往期《中华文明之美》节目时段，以再次恢复播映动画片，且仍为每天播出两集，动画片内容为金鹰卡通卫视以往播映的动画片等。

## 常规节目

### 新闻资讯直播节目
- 《湖南新闻联播》每天18:30，次日7:00重播[j]
- 《午间新闻》每天12:10[k]

### 科教/人文/社会类常规节目
- 《平民英雄》周一17:55[l]
- 《新闻大求真》周二至周五17:55
- 《首发》周六17:55[m]
- 《新闻当事人》周日17:55
- 《我的纪录片》周一至周二23:50
- 《我是大美人》周日22:00[n]

### 常规固定综艺栏目
- 《你好，星期六》每周六19:35[o]

## 季播节目
注：节目名称前标有◇者，为芒果TV节目中心负责制作；节目名称前标有◎者，为先网后台形式播出。有关芒果TV以先网后台或台网同步形式反输湖南卫视的週间後晚间档节目，请参见条目芒果季风计划。

### 正在播出
- ◇◎《歌手2024》每周五 20:20
- ◇◎《灿烂的花园》每周五 22:00

### 即将上线
|  |  |

### 暂停收官

#### 确定立项
|  |

#### 待定（或存有变数）
| - 《春天花会开》 - ◇《大湾仔的夜》 - 《向往的生活》 - ◇《中国婚礼》 - 《云上的小店》 - 《中餐厅》 | - ◇《快乐再出发》 - 《时光音乐会》 - ◇《我们的滚烫人生》 - ◇◎《好样的！国货》 - 《我想和你唱》 - ◇◎《来者何人》 - ◇◎《声生不息·家年华》 |

## 停播节目

### 停播转型
- 《爸爸去哪儿》（第四季开始转芒果TV网综）[p][1]
- 《变形计》（2017年开始转芒果TV网综）
- 《娱乐无极限》（快男快女季为《想唱就唱》）（2014年彻底停播，之后转型为芒果TV的《芒果捞星闻》）

### 已彻底停播

#### 湖南卫视自制节目
- 《新闻观察》
- 《卫视中间站》
- 《潇湘晨光／播报早看点》
- 《今日财经》
- 《民情直通车》
- 《动感新1点》
- 《晚间新闻／晚间》
- 《玫瑰之约／我们约会吧》
- 《新青年》
- 《喜剧之王》
- 《舞动奇迹》
- 《给力星期天》
- 《音乐不断》
- 《背后的故事》
- 《闪亮新主播》
- 《岳麓实践论》
- 《博物馆奇妙夜》
- 《零点锋云》
- 《非常靠谱》
- 《8090》
- 《以一敌百》
- 《名声大震》
- 《勇往直前》
- 《挑战麦克风》
- 《天声一队》
- 《乡村发现／发现》
- 《智勇大冲关》[q]
- 《我是冠军》
- 《那是我妈妈》
- 《把谁带回家》
- 《我爱拍电影》
- 《快乐宝贝GO》
- 《快乐2008》
- 《最高档》
- 《百科全说》
- 《称心如意》
- 《奇舞飞扬》
- 《节节高声》
- 《一呼百应》
- 《新闻公开课》
- 《星剧社》
- 《中国最强音》
- 《向上吧！少年》
- 《完美释放》
- 《亲爱的！加油！！》
- 《国球大典》
- 《我们都爱笑》
- 《妈妈的牵挂》
- 《头号惊喜》[r]
- 《噗通噗通的良心》
- 《好好学吧》
- 《恋家有方》
- 《旋风孝子》
- 《奇妙的朋友》
- 《越淘越开心》
- 《一年级》
- 《透鲜滴星期天》
- 《全员加速中》
- 《神奇的孩子》
- 《为你而来》
- 《七十二层奇楼》
- 《真正男子汉》
- 《我们来了》
- 《超级女声/快乐男声》
- 《中华文明之美》[s]
- 《奇兵神犬》
- 《让世界听见》
- 《儿行千里》
- 《亲亲我的宝贝》
- 《嗨！看电视》
- 《幻乐之城》
- 《快樂哆唻咪》
- 《我是歌手／歌手》
- 《嗨唱转起来》
- 《怦然再心动》
- 《舞蹈风暴》
- 《鲜厨100》
- 《元气满满的哥哥／牛气满满的哥哥》
- 《夏日少年派》
- 《欢唱大篷车》
- 《天天向上》

#### 外包节目
- 《天下女人》[t]
- 《说出你的故事》[u]

#### 原上星节目（重播HBS同系频道节目）
- 《越策越开心》[v]
- 《疯狂的麦咭》[w]
- 《童趣大冒险》
- 《中国新声代》

## 节目输出

### 姊妹频道
湖南卫视节目，亦会在其他频道重播。
- 《爸爸去哪儿》（第1-2季）：金鹰卡通在湖南卫视首播结束后的次周六同步跟播
- 《变形计》、《花儿与少年》、《妈妈的牵挂》、《真正男子汉》、《向往的生活》：金鹰纪实卫视以《青春中国》名义不定期编排带状重播
- 《我的纪录片》：金鹰纪实卫视晚上22:35重播，次日03:00、11:30再次重播，而每日12:00、16:30则播往期节目精编版
- 《一年级》（大学季）：金鹰卡通卫视2016年2月7日至2月19日每晚22:00重播
- 《湖南新闻联播》：湖南都市频道当日23:30重播；湖南经视次日06:30重播（经视自己制作剪辑的版本，沿用09旧版高清片头）；湖南国际频道省内版次日08:00重播，境外版次日18:00重播
- 《新闻大求真》：金鹰纪实卫视现每晚20:30重播，23:50、次日07:40再次重播
- 《亲亲我的宝贝》：湖南经视在湖南卫视首播结束后的次日中午11:10重播
- 《我是歌手》：湖南公共频道（湖南公视）在每晚22:40《芒果荣耀》栏目不定期进行精选展播

### 海外发展
- 湖南国际频道（通常是长城平台国际版）次周六19:30重播同期《快乐大本营》，次周日04:50、10:40、16:35再次重播。
- 湖南国际频道当周日19:30重播同期《天天向上》，次周一04:50、10:30、16:35再次重播。
- 湖南国际频道目前正全球放送《快乐大本营》、《天天向上》日带状播出（除周末则会播最新一期的），另外《新闻大求真》、《新闻当事人》、《我的纪录片》最新和近期的，以及停播的节目《恋家有方》、《变形计》、《勇往直前》、《平民英雄》、《谁与争锋》、《智勇大冲关》等老节目也会在该频道全球放送（省内版部分编排与境外版一致，只是拥有大量电视剧时段和本土医药营销广告时段），湖南卫视各大节日晚会也会安排延期重播。
- 香港TVB亦会购买湖南卫视个别综艺节目和电视剧，在J2、J5（改为無綫財經台开始不再播放综艺）和MyTV SUPER旗下TVB综艺台、TVB华语剧台播放。
- 臺灣中天综合台购买了《歌手2017》，于2017年9月16日起每周六20:00-21:30播出。同时台湾中天电视上属股份单位中视亦会购买湖南卫视的电视剧播出。
- 臺灣卫视中文台购买了《我想和你唱》第一季，于2017年6月18日起每周日19:00播出。
- 哈巴尔电视台2017年4月1日起购买《歌手2017》哈萨克语译制版本播出，并同步直播歌王之战决赛。
- 中华TV2017年1月28日到30日购买6期《快乐大本营》，连续3天上午11点和晚上11点播出，每天两集连播，作为面向韩国观众的春节大餐。平常中华TV亦会购买湖南卫视热播剧面向韩国播出。
- 美国天下卫视亦会转播湖南卫视大型晚会，以及2018年第一季度同期首播《歌手2018》栏目。
- 美国中文电视亦会于春节期间展播《湖南卫视春节联欢晚会》。

### 合作對象
- 中国大陆：中央广播电视总台（CMG）、青海卫视（QHTV）（现已解约）、大连广播电视台（DLTV）、新疆电视台（XJTV）、陕西广播电视台（SXBC）、宁夏广播电视总台（NXTV）
- 臺灣： 中天電視（CTi）、無線衛星電視台（TVBS）、中国电视公司（CTV）、八大电视（GTV）、公共电视台（PTS）、威望国际（CATCHPLAY）
- 香港： 電視廣播有限公司（TVB）、NOW寬頻電視（Now TV）（现已解约）、香港有线电视、香港电台（RTHK）
- 澳門： 澳门广播电视股份有限公司（TDM）
- ： 文化廣播公司（MBC）（因限韩令原因解约）、中华TV
- 日本： 日本电视台（NTV）、富士电视台（Fuji TV）
- 美国： ICN（俏佳人传媒）、Sky Link TV（天下衛視）、美国中文电视、华夏电视台
- 加拿大： WOWtv（加华视讯）、城市电视、新时代电视
- 马来西亚：Astro（寰宇控股私人有限公司）
- 新加坡：StarHub（星和电信有限公司）、Mediacorp（新传媒私人有限公司）
- ：哈巴尔电视台（Khabar Agency）